# Jitka Obzinová
Jitka Obzinová (* 1. února 1964, Mladá Boleslav) je česká novinářka a v letech 2009 až 2019 šéfredaktorka zpravodajství a publicistiky TV Prima.

## Životopis
Po maturitě na gymnáziu nemohla studovat na vysoké škole, protože její matka a sestra emigrovaly. Začala proto pracovat na poště. V letech 1989–1992 působila v Československém rozhlase jako komentátorka a válečná zpravodajka z války v Jugoslávii. Poté odešla do České televize, kde pracovala v zahraniční redakci, specializovala se na Balkán a krizové oblasti, dále moderovala pořady Události, komentáře (1992–1993) a „21“ (1994–1996). V roce 1996 odešla do TV Nova, kde moderovala Sedmičku a Televizní noviny s Martinem Severou. Jako dramaturgyně, autorka a scenáristka spolupracovala na pořadech Gilotina a Zálety. V letech 2003–2005 zastávala funkci výrobní ředitelky na slovenské stanici JOJ. Načež odešla do rádia Frekvence 1, kde do roku 2006 moderovala pořad Pressklub. V roce 2006 se stala vedoucí redakce zpravodajství Českého rozhlasu 2 Praha, odkud přešla na pozici vedoucí redakce domácího zpravodajství Českého rozhlasu 1 Radiožurnál. V červenci 2009  odešla z Českého rozhlasu do TV Prima, kde vykonávala post šéfredaktorky zpravodajství a publicistiky.
V září 2015 na schůzi redakce zpravodajství TV Prima nařídila shromážděným redaktorům informovat o probíhající uprchlické krizi ve stylu: Uprchlíci představují hrozbu, obáváme se islamizace, nechceme je tu. Na námitky některých redaktorů, že ovlivňování reportáží odporuje etickému kodexu, podle svědků odpověděla v tom smyslu, že: objektivita a etický kodex se minimálně v několika dalších měsících řešit nebudou. Podle analýzy serveru HlídacíPes.org měsíc před poradou (1. 8. – 7. 9. 2015) bylo zpráv s pozitivním vyzněním ve vztahu k uprchlíkům 9 %, neutrálních 53 % a negativních 38 %, měsíc po poradě (7. 9. – 30. 9. 2015) nebyla pozitivně laděná zpráva žádná, neutrálních bylo 27,6 % a negativních 72,4 %. Z funkce šéfky zpravodajství odešla v květnu 2019.
V prosinci 2021 ředitel Českého rozhlasu René Zavoral oznámil, že Obzinová se má stát od 1. ledna 2022 ředitelkou zpravodajství. Proti rozhodnutí se zvedla vlna kritiky, petici proti jmenování Obzinové podepsalo několik set zaměstnanců a externích spolupracovníků rozhlasu.
Je dvakrát rozvedená, má syna Františka.